# Anictangium imberbe
Anictangium imberbe là một loài rêu trong họ Pottiaceae. Loài này được (Sm.) Hook. & Taylor mô tả khoa học đầu tiên năm 1818.